# За церемониите
Книга за церемониите (на латински: De cerimoniis aulae byzantinae) е сборник, съставен за византийския василевс Константин Багренородни (913 – 959) и частично преработен или допълнен при Никифор II Фока (963 – 969). Той описва церемониалните дворцови процедури, често в най-големи подробности, от гледна точка на официалните дворцови лица, но засяга и други теми, които имат отношение към ежедневния живот в Константинопол.

## Превод-извадка
Поздрав към императора от пратениците идващи от България:
„Как е Императорът, коронован от Бога, духовният праотец (πνευματικὸς πάππος) на от Бога владетеля (τοῦ ἐκ Θεοῦ ἄρχοντος) на България? Как е императрицата (ἡ αὐγούστα) и господарката (δέσποινα)? Как са императорите, синовете на великия и най-висш Император, и другите му деца? Как е пресветият Вселенски патриарх? Как са двамата магистри? Как е целият сенат? Как са четиримата логотети?“
Логотетът ги запитва:
„Как е духовният внук (ὁ πνευματικὸς ἔγγονος) на нашия свещен Император, от Бога владетелят на България (ὁ ἐκ Θεοῦ ἄρχον Βουλγαρίας)? Как е от Бога владетелката (ἐκ Θεοῦ ἀρχόντισσα)? Как са канартикинът (ὁ κανάρτι κείνος) и вулия тарканът (ὁ βουλίας ταρκάνος), синовете на от Бога владетеля на България (οἱ υἱοὶ τοῦ ἐκ Θεοῦ ἄρχοντος Βουλγαρίας) и другите му деца? Как са шестимата велики боляри (οἱ ἔξ βολιάδες οἱ μεγάλοι)? Как са другите боляри (които са) вътре и вън (οἱ ἔσω καὶ ἔξω βολιάδες)? Как е обикновеният народ?“
Когато името се променило и българският владетел станал духовен син на василевса, българите питали по следния начин:
„Как е великият и най-висш Император, който седи на златен трон? Как е Императорът, синът на великия и най-висш Император, и другите му деца? Как е императрицата и господарката? Как е пресветият и Вселенски патриарх? Как са магистрите и губернаторите (ἀνθύπατοι) и патрициите (πατρίκιοι)? Как е целият сенат? Как са генералите (στρατηγοὶ) и армиите на свещения Император?“
Логотетът на свой ред ги запитва:
„Как е духовният син (ὁ πνευματικὸς υἱὸς) на нашия свещен Император, от Бога владетелят на България (ὁ ἐκ Θεοῦ ἄρχον Βουλγαρίας)? Как е от Бога владетелката (ἐκ Θεοῦ ἀρχόντισσα) на България? Как са синовете и дъщерите на духовния син на императора (τοῦ πνευματικοῦ υἱοῦ τοῦ βασιλέως)? Как са шестимата велики боляри? Как са другите боляри (които са) вътре и вън? Как е обикновеният народ?“